# Soldadura per explosió
La soldadura per explosió. o tècnicament EXW (Explosion Welding), es basa en la detonació d'una càrrega explosiva col·locada adequadament i que obliga un dels metalls que es volen soldar a precipitar acceleradament sobre un altre. Una de les condicions fonamentals perquè es realitzi aquesta soldadura és l'existència d'un flux o raig netejador que viatja immediatament per davant del punt de col·lisió en el qual la velocitat de la xapa, pressió, angle i velocitat del punt de col·lisió es controlen, de manera que aquest flux és forçat a sortir d'entre les xapes a alta velocitat, expulsant òxids i contaminants, i deixa netes les superfícies d'unió.
Entre les escasses aplicacions d'aquesta soldadura hi ha la caldereria, per a la fabricació de recipients a pressió, i la indústria elèctrica, per a la fabricació de juntes de transició on entren en joc materials difícilment soldables entre si com l'alumini i el coure. També s'usa per a la fabricació d'algunes monedes bimetàl·liques.
El procés d'unió de materials diferents mitjançant la soldadura per explosió comença per la neteja de les superfícies que es volen unir. Aquesta acció és recomanable tot i que l'escombrada de l'ona explosiva exerceix una neteja de les superfícies. A continuació es posa el material base, la xapa número 1, sobre el qual es vol fer l'explosió i es col·loquen una mena de petites platines de metall en forma de L distribuïdes per tota la superfície. La seva funció és únicament procurar que quedi una separació coneguda i uniforme en posar la xapa de l'altre material, xapa número 2. Després es col·loca un petit cercle al voltant d'aquesta "construcció", de manera que en posar la pols explosiva sobre la xapa número 2, quedi distribuïda per tots els punts, incloses les vores, i no caigui.
Per acabar, es posa el detonador, generalment a mitjana distància de la longitud mitjana de la xapa, però al costat d'un extrem (depèn de les dimensions de la xapa). En realitzar la detonació, l'ona expansiva fa que una xapa pressioni l'altra, de manera que es crea una "onada" que recorre tota la xapa. A causa d'aquesta, totes les platines, així com la brutícia són expulsades, i,amb la calor generada per l'explosió, els materials queden units entre si. Amb aquest tipus de soldadura la dilució i les ZAT són mínimes. Posteriorment, i en funció de la finalitat del material bimetàl·lic obtingut, se solen fer una sèrie d'assaigs no destructius com ara UT (ultrasons).